# ÒC tele
 ÒC tele est une web TV conventionnée par le CSA diffusant des programmes en occitan. Il s'agit de la première chaîne de télévision entièrement en occitan.

## Historique
ÒC tele est née en 2013. Elle a été fondée par Lionel Buannic, ancien journaliste de France 3 Bretagne, rédacteur en chef de TV Breizh, et fondateur de Brezhoweb. La création de cette télévision a été soutenue par la région Aquitaine ainsi que les départements de la Dordogne et des Pyrénées-Atlantiques,. La région Provence-Alpes-Côte d'Azur, où est parlé le provençal (un dialecte de l'occitan), n'a pas souhaitée soutenir le lancement de la chaîne.
ÒC tele entend rayonner sur toute l’Occitanie. Les studios principaux sont installés dans les Pyrénées-Atlantiques. La Dordogne accueille le pôle ressources et production audiovisuelle.
ÒC tele est conventionnée depuis ses débuts en 2013 par le Conseil supérieur de l'audiovisuel (remplacé par l'Autorité de régulation de la communication audiovisuelle et numérique depuis le 1er janvier 2022). Le conventionnement sera renouvelé par la suite en 2018 pour une durée de cinq ans.

## Programmes
ÒC tele est une chaîne généraliste en occitan qui diffuse des programmes de toutes sortes, films, séries, dessins-animés, reportages, documentaires, retransmissions sportives, jeux télévisés, ou encore talk-show. Les programmes se répartissent en deux catégories, les créations originales produites ou achetées par la chaîne, et les programmes doublés en occitan (principalement des films et dessins animés).
Les programmes sont diffusés en direct tous les jours entre 18 h 30 et 22 h 30.
Parmi les programmes représentatifs de la chaîne :
- Cara a Cara est un rendez-vous mensuel politique[10].

- D'ÒC SHOW est une émission de type talk-show diffusée en direct depuis des lieux différents et réunit des chroniqueurs et invités pour débattre de sujets politiques et de société[14].

- Libre est une émission littéraire[15].

- ÒC-veituratge réalisé par Laurent Labadie est une sitcom en coproduction avec Mara films, avec le soutien de la région Nouvelle-Aquitaine[16].

## Partenariats et financements
ÒC tele reçoit le soutien financier de l'OPLO, des régions Nouvelle-Aquitaine et Occitanie, ainsi que des Conseils départementaux des Pyrénées-Atlantiques et de la Dordogne. 
En 2018, un contrat d'objectifs et de moyens a été signé avec la région Nouvelle Aquitaine pour une durée de trois ans , afin de dynamiser la filière audiovisuelle en occitan. Un appel à projets est lancé dans le cadre de ce COM pour produire des documentaires et sitcom en occitan.

## Audiences
En 2015, la chaîne reçoit 25.000 visiteurs uniques par an sur son site, pour un total de 600.000 vue des programmes vidéo contre 490.000 en 2014.